# Simca Abarth 2000
La Simca Abarth 2000 o Abarth Simca 2000 è una vettura realizzata nel 1963 dalla Abarth in collaborazione con la SIMCA.

## Contesto

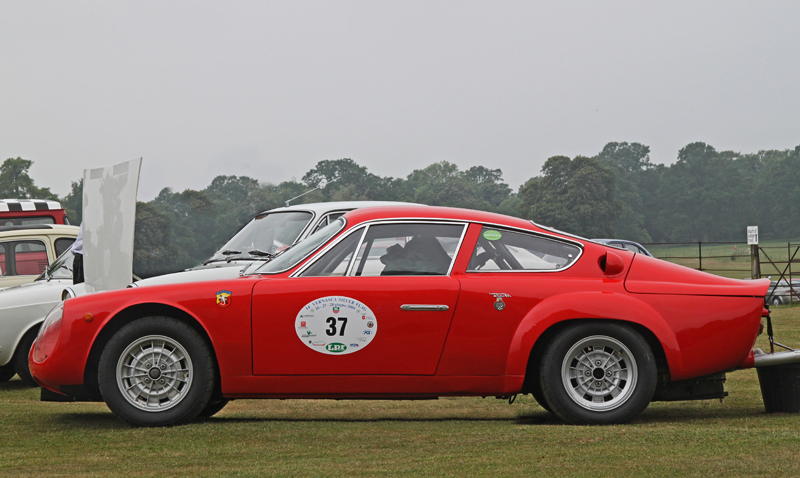
Vista laterale

La 2000 era una coupé con motore Abarth a quattro cilindri in linea da 1946,27 cm³ montato posteriormente a sbalzo che erogava una potenza di 202 CV (149 kW) a 7200 giri/min. La sua velocità massima era di circa 270 km/h.
La sua lunghezza era di 3.609 mm, la larghezza 1.480 mm, l'altezza 1.199 mm, l'interasse 2.090 mm, la carreggiata anteriore 1.270 mm e quella posteriore 1.300 mm. Il peso a vuoto era di 689 kg.
Esteticamente la vettura aveva una griglia anteriore di raffreddamento del radiatore di forma ovale. I due fari sono erano collocati sotto una carenatura trasparente. Il cofano era lungo e inclinato. Nella parte posteriore sopra il cofano vi era uno spoiler.

## Attività sportiva
La vettura risultò molto prolifica e competitiva in gara, arrivando al livello delle coeve vetture della Porsche.
Con questa vettura la casa torinese ha partecipato alla edizione del 1964 del Campionato internazionale gran turismo nella classe fino a 2 litri.